# Signe de Rossolimo
Le signe de Rossolimo est un signe clinique en neurologie qui est positif lorsque l'on retrouve une flexion des orteils en réponse à la percussion de la face plantaire de leur deuxième phalange.
Il signe une atteinte du faisceau pyramidal et se retrouve dans le syndrome pyramidal, au même titre que le signe de Babinski ou le signe de Hoffman.